# Tikhomirov (cràter)
Tikhomirov està format per les restes molt erosionades d'un cràter d'impacte pertanyent a la cara oculta de la Lluna. Es troba a nord-est del cràter més petit Konstantinov, i al sud-oest de Trumpler. Més a l'oest-nord-oest es troba la Mare Moscoviense, un dels pocs mars lunars del costat llunyà de la Lluna.

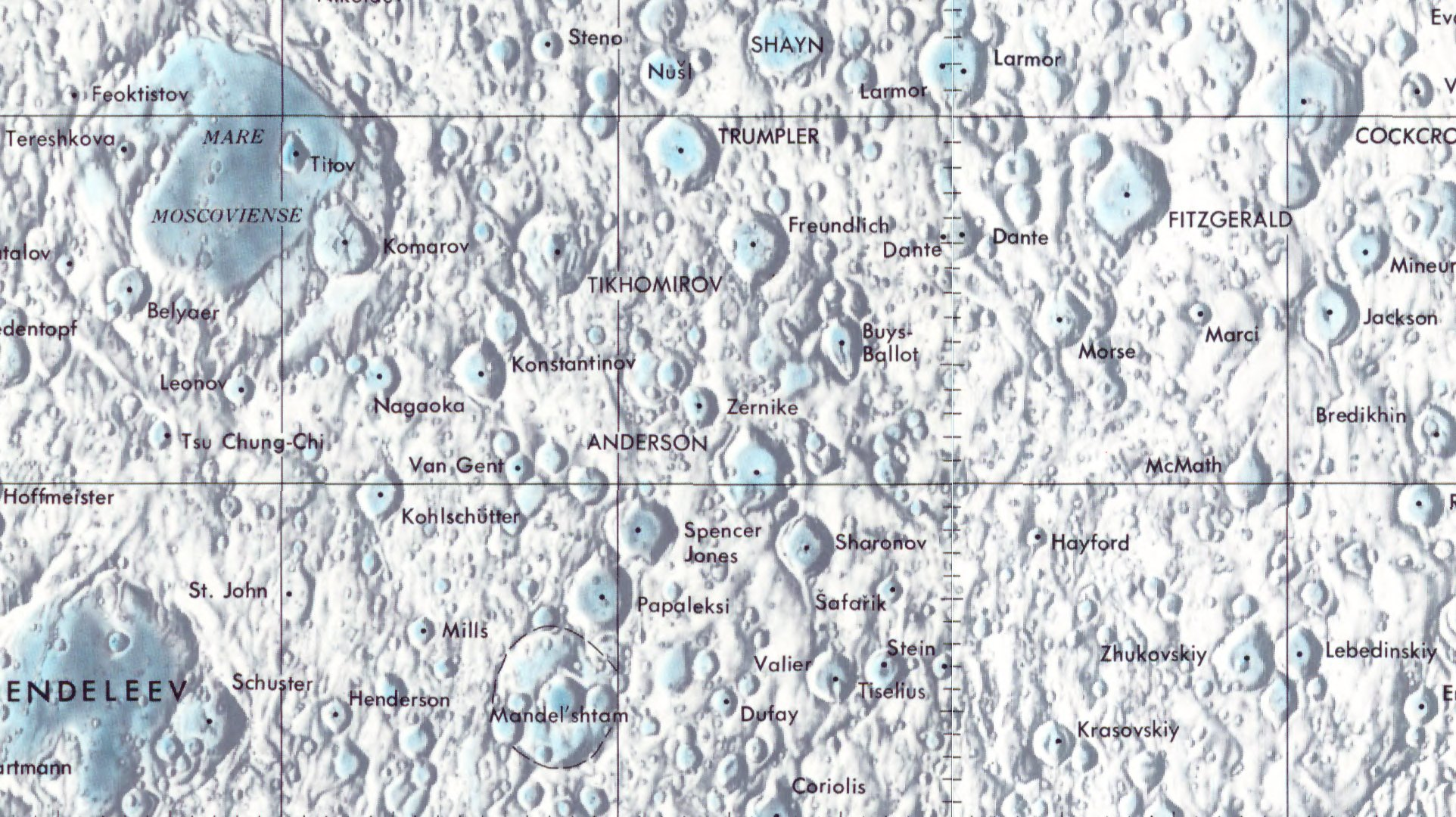
Localització de Tikhomirov (centre de la imatge)
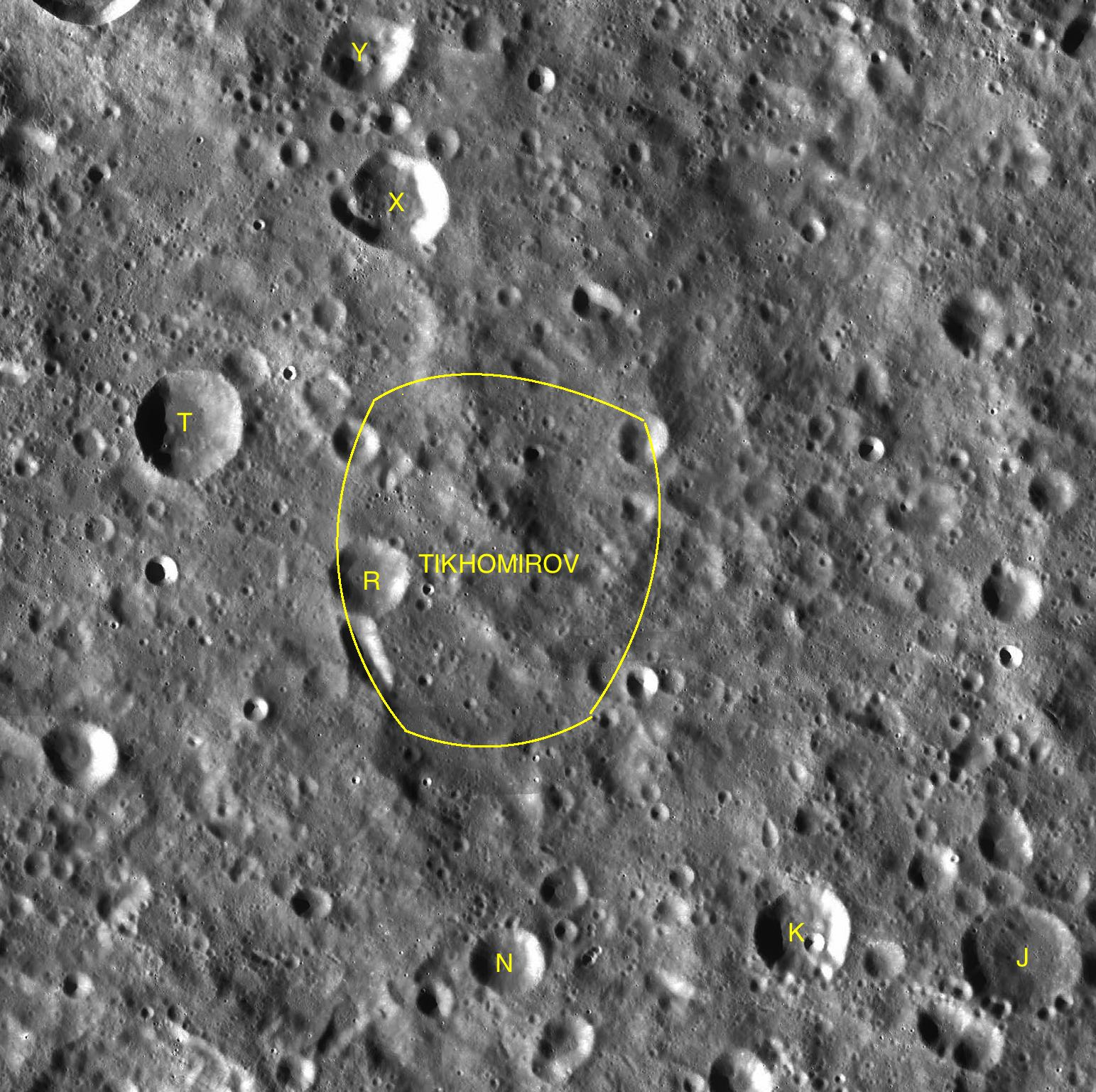
Cràters satèl·lit

Aquest cràter ha estat tan fortament erosionat per impactes posteriors i és difícil distingir-lo del terreny proper. Es pot destriar una lleugera depressió en la superfície i els rastres de la vora exterior, però és idèntic al terreny circumdant al costat oposat.

## Cràters satèl·lit
Per convenció aquests elements són identificats en els mapes lunars posant la lletra en el costat del punt central del cràter que està més proper a Tikhomirov.
| Tikhomirov | Coordenades                            | Diàmetre |
| ---------- | -------------------------------------- | -------- |
| J          | 20° 54′ N, 165° 42′ E / 20.9°N,165.7°E | 29 km    |
| K          | 21° 18′ N, 163° 54′ E / 21.3°N,163.9°E | 23 km    |
| N          | 21° 06′ N, 161° 24′ E / 21.1°N,161.4°E | 18 km    |
| R          | 24° 06′ N, 160° 18′ E / 24.1°N,160.3°E | 21 km    |
| T          | 25° 24′ N, 158° 48′ E / 25.4°N,158.8°E | 26 km    |
| X          | 27° 18′ N, 160° 36′ E / 27.3°N,160.6°E | 24 km    |
| Y          | 28° 18′ N, 160° 18′ E / 28.3°N,160.3°E | 20 km    |